# Airalo
Airalo je aplikacija za pametne telefone i pružatelj usluga za eSIM. Djeluje u više od 200 zemalja i regija diljem svijeta.

## Povijest
Airalo je startup sa sjedištem u SAD-u koji su 2019. godine osnovali Abraham Burak i Bahadir Ozdemir.
Godine 2019. Airalo je osigurao 1,9 milijuna američkih dolara (USD) početnog financiranja iz Antlera i Sequoia Capitala iz indijskog fonda za početno financiranje Surge. Godine 2021. osigurao je 5 milijuna USD iz financiranja Serije A, a nakon toga, 2023. godine, i 60 milijuna USD iz financijskog kruga Serije B od e& Capital, poduzetničkog ogranka e& (poznatiji kao prijevoznik Etisalat sa sjedištem u Ujedinjenim Arapskim Emiratima), gdje je predvodio krug uz sudjelovanje Antler Elevate, Liberty Global, Rakuten Capital, Singtel Innov8, Surge, Orange, T Capital (poduzetnički ogranak Deutsche Telekoma), KPN Ventures, Telefónica Ventures i I2BF Global Ventures.
Od 31. ožujka 2024. godine, aplikacija ima više od 10 milijuna korisnika na platformama App Store i Google Play.